# Carlo Emilio Gadda
Carlo Emilio Gadda (n. 14 noiembrie 1893 - d. 21 mai 1973) a fost un scriitor italian.
A introdus elemente de jargon și dialectale îmbogățind limba literară italiană până la un nivel baroc.
Opera sa polemică și protestatară dezvăluie adevărul despre fascism, utilizând în acest scop alegoria și grotescul.

## Biografie
Mama originară din Ungaria. La vârsta de șaisprezece ani și-a pierdut tatăl. Familia s-a aflat într-o situație grea, mama s-a străduit să păstreze aspectul bunăstării (un element care a fost folosit mai târziu în proza scriitorului). A studiat la Universitatea Politehnică din Milano. A fost membru al primului război mondial,  a fost capturat, s-a aflat într-o tabără din apropiere de Hanovra. A revenit în patria sa în 1919, unde a absolvit universitatea. În perioada 1920-1935 a lucrat ca inginer electric (inclusiv trei ani în Argentina). Din anii 1940, el se ocupa de literatură, a activat la radio.

## Opera
- 1931: Madonna filozofilor ("La Madonna dei filosofi")
- 1934: Castelul din Udine ("Il castello di Udine")
- 1939: Minunile Italiei ("Le meraviglie d'Italia")
- 1943: Anii ("Gli anni")
- 1944: Adalgisa, povestiri scurte ("L'Adalgisa")
- 1952: Prima carte de fabule ("Il primo libro delle favole")
- 1953: Nuvele din ducatul în flăcări ("Novelle dal ducato in fiamme")
- 1955: Jurnal de război și închisore ("Giornale di guerra e di prigionia"); Vise și fulgere ("I sogni e la folgore")
- 1957: Încurcătura blestemată din strada Merulana ("Quer pasticciaccio brutto de via Merulana")[15]
- 1958: Călătoriile, moartea ("I viaggi, la morte")
- 1963: Cunoașterea durerii ("La cognizione del dolore")
- 1964: Louis al Franței ("I Luigi di Francia")
- 1967: Eros și Priapus ("Eros e Priapo")
- 1970: Mecanica ("La meccanica")

## Distincții
A câștigat Premiul Bagutta în 1934 cu scrierea Il castello di Udine, iar în 1953 Premiul Viareggio cu Novelle dal ducato in fiamme.

## Adaptări
- 1959 Încurcătură blestemată (Un maledetto imbroglio), film în regia lui Pietro Germi